# Tacna
Tacna ist die Hauptstadt der gleichnamigen Region Tacna des südamerikanischen Anden-Staates Peru. Die liegt im gleichnamigen Distrikt Tacna der Provinz Tacna. Sie liegt auf 552 Metern über dem Meeresspiegel. Im Stadtgebiet lebten beim Zensus 2017 86.977 Menschen, im Ballungsraum 286.240 Einwohner.

## Ortslage und Stadtbild
Tacna liegt am Río Caplina, in 56 Kilometer Entfernung zu Arica, etwa ebensoweit zur Meeresküste und 1.295 km südöstlich der peruanischen Hauptstadt Lima und nahe der Grenze zu Chile. Die Stadt ist aufgrund ihrer Grenzlage von strategischer Bedeutung.
Am Paseo Cívico steht die von Gustave Eiffel entworfene und 1872 begonnene Kathedrale. Dort befinden sich auch die Bronzestandbilder von Admiral Miguel Grau Seminario und Oberst Francisco Bolognesi. Zudem gibt es in der Stadt die Universidad Nacional Jorge Basadre Grohmann und die permanente Motorsportrennstrecke Autódromo Tacna.

## Geschichte
Die Stadt wurde 1572 von den spanischen Eroberern gegründet.
Tacna war Hauptstadt der kurzlebigen Peruanisch-Bolivianischen Konföderation. Während des Salpeterkrieges kam es oberhalb der Stadt auf dem Campo de la Alianza am 26. Mai 1880 zu einer Schlacht zwischen peruanischen und chilenischen Truppen, in der die Chilenen siegten. Im Vertrag von Ancón vom 20. Oktober 1883 wurde Tacna daraufhin vorerst Chile zugesprochen. Allerdings wurde vereinbart, dass nach 10 Jahren eine Volksabstimmung über die Zugehörigkeit der Stadt zu Peru oder Chile durchgeführt werden sollte. Zu dieser Volksabstimmung kam es nicht, da beide Parteien sich nicht auf die Bedingungen für die Volksabstimmung einigen konnten.
Erst 1929 wurde im Vertrag von Lima die offene Streitfrage um die beiden Städte Tacna und Arica auf der Grundlage eines Schiedsspruches des US-Präsidenten Calvin Coolidge aus dem Jahre 1925 geklärt. Seit 1929 gehört Tacna endgültig zu Peru und Arica zu Chile.
Im Juni 2001 war Tacna und dessen Region von einem Erdbeben betroffen.

## Verkehr

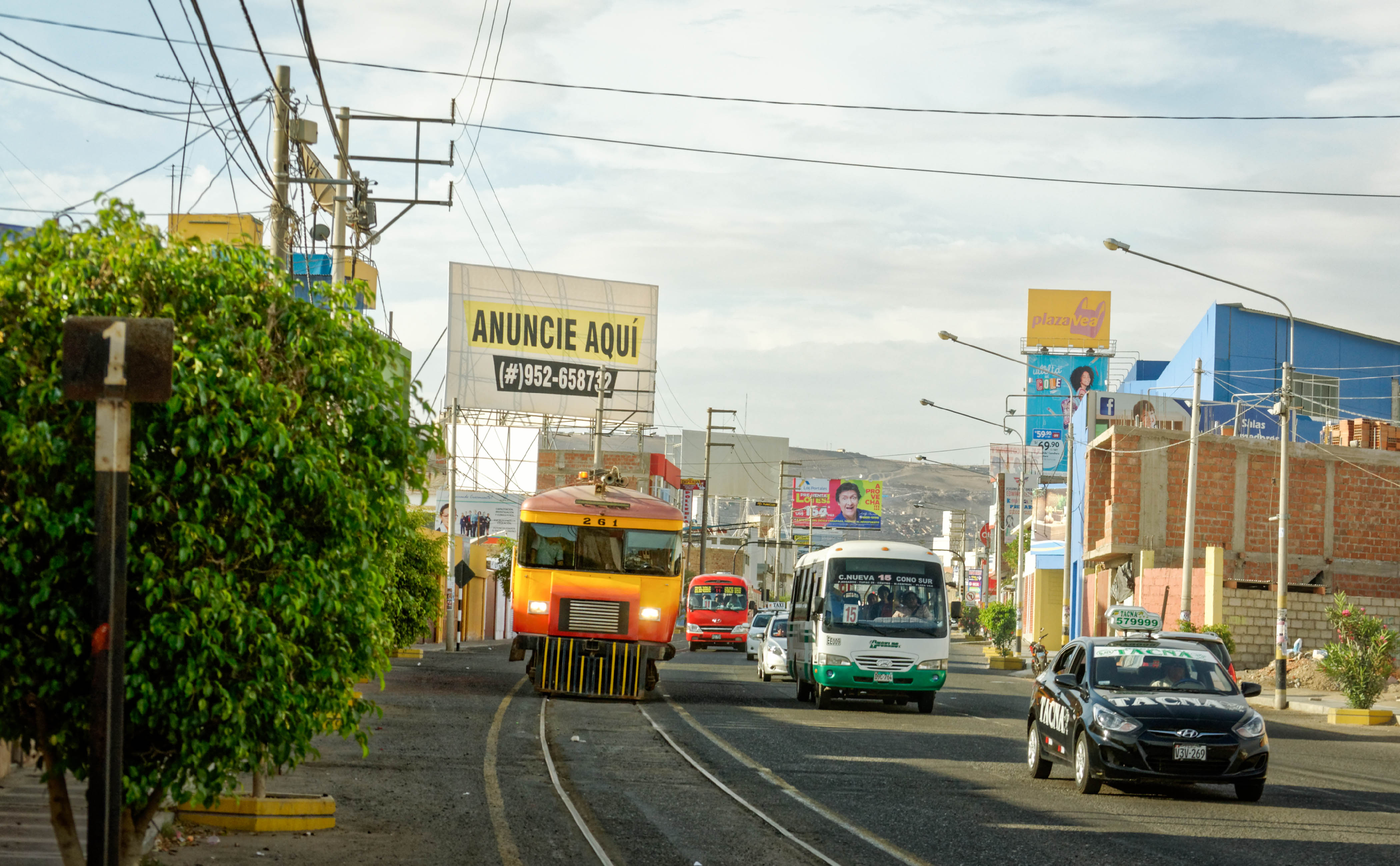
Triebwagen der Bahn Tacna–Arica unterwegs in der Stadt

Die Stadt ist Endpunkt der Bahnstrecke Tacna–Arica. Die Strecke wird auch noch im öffentlichen Personenverkehr befahren. Im Bahnhof der Stadt ist auch ein Eisenbahnmuseum untergebracht.

## Söhne und Töchter der Stadt
- Ricardo Jaimes Freyre (1868–1933), Schriftsteller und Diplomat
- Federico Gerdes (1873–1953), Komponist, Dirigent und Pianist
- Jorge Basadre Grohmann (1903–1980), Historiker
- Olga Poblete (1908–1999), Historikerin, Hochschullehrerin, Schriftstellerin und Frauenrechtlerin
- Lautaro Murúa (1925–1995), Schauspieler und Regisseur
- Francisco José Lombardi (* 1947), Filmregisseur und -produzent
- Gilberto Chocce (* 1950), Radrennfahrer
- Lourdes Huanca (* 1968), indigene Aktivistin
- Fernando Zavala (* 1971), Politiker
- Juan Carlos Asqui Pilco (* 1972), römisch-katholischer Weihbischof

## Klimatabelle
|                       | Jan  | Feb  | Mär  | Apr  | Mai  | Jun  | Jul  | Aug  | Sep  | Okt  | Nov  | Dez  |   |      |
| Mittl. Tagesmax. (°C) | 27,2 | 28,0 | 27,1 | 24,9 | 22,3 | 20,3 | 19,2 | 19,2 | 20,2 | 22,3 | 24,0 | 25,8 | ⌀ | 23,4 |
| Mittl. Tagesmin. (°C) | 16,4 | 16,7 | 16,2 | 13,8 | 11,6 | 10,8 | 9,9  | 9,9  | 10,7 | 11,8 | 13,4 | 14,9 | ⌀ | 13   |
|                       |      |      |      |      |      |      |      |      |      |      |      |      |   |      |
| Niederschlag (mm)     | 0,4  | 0,6  | 0,2  | 0,5  | 1,9  | 2,2  | 6,7  | 6,9  | 10,9 | 3,7  | 0,8  | 0,7  | Σ | 35,5 |

| 16,4 |

| 16,7 |

| 16,2 |

| 13,8 |

| 11,6 |

| 10,8 |

| 9,9 |

| 9,9 |

| 10,7 |

| 11,8 |

| 13,4 |

| 14,9 |

| 16,4 |

| 16,7 |

| 16,2 |

| 13,8 |

| 11,6 |

| 10,8 |

| 9,9 |

| 9,9 |

| 10,7 |

| 11,8 |

| 13,4 |

| 14,9 |

Tacna besitzt ein mildes Wüstenklima (BWn).